# Falkenberg (comuna)
Falkenberg ou Falquemberga (em sueco: Falkenberg kommun) é uma comuna da Suécia localizada no condado de Halland. Sua capital é a cidade de Falkenberg. Possui 1 109 quilômetros quadrados e segundo censo de 2018, havia 44 701 habitantes.